# Modwheelmood
Modwheelmood (auch: ModWheelMood oder modwheelmood und abgekürzt als MWM) ist eine Elektro-Alternative-Band aus Los Angeles und wurde 1998 von Alessandro Cortini (Teil der Nine Inch Nails live-Band 2005–2008) und dem ehemaligen Abandoned Pools Gitarristen Pelle Hillström gegründet.

## Diskographie
- 2003: ? (EP)
- 2006: Enemies & Immigrants (EP)
- 2007: Things Will Change (verschiedene Remixe von Enemies & Immigrants, nur digital erschienen)
- 2007: Pearls to Pigs, Vol. 1 (nur digital erschienen)
- 2008: Pearls to Pigs, Vol. 2 (nur digital erschienen)
- 2008: Pearls to Pigs, Vol. 3 (nur digital erschienen)
- 2009: Pearls to Pigs (Deluxe Version) [Remastered] (nur digital erschienen)

Remixes
- 2007: "The Great Destroyer" von Nine Inch Nails auf Year Zero Remixed
- 2008: "Ghosts" von Ladytron auf der Ghosts EP